# Стефано (спутник)
Стефано — нерегулярный спутник Урана, имеющий обратное орбитальное вращение.
Стефано был открыт 18 июля 1999 года Глэдманом, Холманом, Кавеларсом, Пети, Скуллом на CCD-изображениях, полученных на 3,5-м телескопе Канада-Франция-Гавайи на горе Мауна-Кеа вместе с Просперо и Сетебосом и получил временные обозначения S/1999 U 2 и Уран XX. Назван в честь персонажа пьесы Уильяма Шекспира «Буря».
После наблюдений на 5-м паломарском телескопе в августе 1999 года, а также в мае-июне 2000 года на телескопе Кит Пик и на 2,5-м телескопе Ла-Пальма были получены элементы орбиты спутника.
Элементы орбиты имеют схожие черты с элементами орбиты Калибана[какие?].